# Cristian Piarrou
Cristian Daniel Piarrou (La Plata, Buenos Aires, Argentina, 19 de mayo de 1988) es un exfutbolista  y entrenador argentino. Jugaba como defensa. Actualmente dirige a Ciudad Bólivar del Torneo Federal A.

## Trayectoria
Empezó las divisiones inferiores en Deportivo 12 de la ciudad de La Plata, donde hizo la Novena División. Luego pasó a Gimnasia y Esgrima La Plata, donde realizó las restantes divisiones inferiores (de octava a quinta) y debutó en la Primera División de Argentina, el 25 de febrero de 2007, con Pedro Troglio como DT.
Durante las temporadas 2009 y 2010 tuvo un breve paso por el Quilmes AC, donde logró el ascenso a primera división. Luego de su préstamo al cervecero, emigro al lobo jujeño por un año en donde compartió equipo con otro ex Gimnasia, Pablo Bangardino
Volvió a Gimnasia y Esgrima La Plata, en donde varió el banco de suplentes, aunque siempre que le tocó entrar lo hizo bien (es muy recordado su gol frente a Deportivo Merlo). Logró el ascenso con Gimnasia y Esgrima La Plata el 28 de mayo de 2013, en el estadio Mario Alberto Kempes, frente a Instituto de Córdoba.
A mediados de 2013, es cedido por el club plantense a Villa San Carlos, equipo que por entonces jugaba en la Primera B Nacional.
Volvió de su préstamo en Villa San Carlos y sin lugar con los titulares, se entrenó aparte en Gimnasia. En febrero del 2015 recinde su contrato con el lobo en busca de más continuidad. Está cerca de San Martín de Tucumán.
se retiró del fútbol profesional en febrero del 2022, su último equipo fue Ciudad Bólivar.

## Sub-20
Sus buenas actuaciones hicieron que tenga algunas citaciones a la selección sub-20 Argentina durante el 2007.

## Características
Es un lateral por derecha bien definido con mucha velocidad, cualidad que le permite que vaya con asiduidad al ataque. Es áspero, y a pesar de su estatura, va bien arriba lo que le permite también jugar de marcador central. Se destaca por anticiparse constantemente al delantero. Ordenador y con personalidad.

## Clubes

### Como futbolista
| Club                        | País      | Año       |
| --------------------------- | --------- | --------- |
| Gimnasia y Esgrima La Plata | Argentina | 2007-2009 |
| Quilmes AC                  | Argentina | 2009-2010 |
| Gimnasia de Jujuy           | Argentina | 2010-2011 |
| Gimnasia y Esgrima La Plata | Argentina | 2010-2013 |
| Villa San Carlos            | Argentina | 2013-2014 |
| San Martín de Tucumán       | Argentina | 2015      |
| Sarmiento de Resistencia    | Argentina | 2016-2018 |
| Ciudad Bolívar              | Argentina | 2020-2022 |

### Como entrenador
| Club                      | País      | Año       |
| ------------------------- | --------- | --------- |
| Ciudad Bólivar (interino) | Argentina | 2023      |
| Ciudad Bólivar            | Argentina | 2024-Act. |